# ياقة
القَبُّ أو القَّبَّة أو الياقة هي جزء من أجزاء الملابس العلوية كالقميص أو الثوب أو المعطف التي تحيط بالرقبة. قد تكون الياقة متصلة بقطعة الملابس العلوية أو منفصلة عنها وتوضع إضافة حول العنق مشابهة لربطة العنق.